# 伊戈尔·留里科维奇

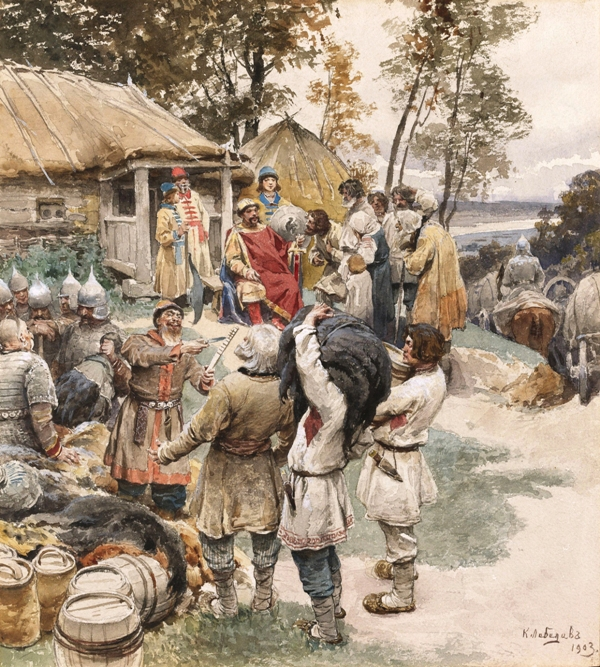
伊戈尔·留里科维奇

伊戈尔·留里科维奇（羅馬化：Ihor Riurykovych；约877年—945年），東斯拉夫民族的第一个王朝留里克王朝的直系血緣祖先，第二位基輔羅斯大公爵，第三位諾夫哥羅德王公，也是第三位被俄羅斯史書明確記載的君主。

## 歷史
伊戈尔为瓦良格人，意即“來自瑞典的維京人”，在古罗斯的主要文献《往年纪事》中关于他的记载較為稀少，但是比前兩代的留里克和奧列格要多。《俄羅斯编年史》把他塑造成和留里克一樣的半神话式的人物，並宣稱他是留里克的儿子。
从912年或922年，由於他前任奥列格的去世，伊戈尔开始正式统治起基辅羅斯，加上他原本就繼承的諾夫哥羅德，一時間他成為了全俄羅斯最高的統治者。他與奥列格的關係有多種推測，他可能是想排除奧列格的管轄而復興留里克，亦可能只是暴力篡位並在事後捏造自己的血脈，對此俄羅斯史書上並無明確記載。在他登基後就迅速建立起大量的後宮，並效仿歐洲的封建制度，把自己的子孫分封到羅斯公國的各個區域中去，導致在蒙古入侵前的羅斯人統治者均和留里克王朝有關。
伊戈尔在政治和軍事上非常有才華，他继承了前任奥列格的扩张政策，積極同化週围的原始斯拉夫部落，例如；乌利奇人和德列夫利安人，讓他們向基辅大公纳贡。913年，伊戈尔率亲兵远征里海沿岸地区，抵达巴库。在拜占庭帝國的記錄上，那一年有瓦良格人抢劫了里海地区的阿拉伯人，不过无法证实此事是否與是伊戈尔所為。
伊戈尔也是第一个与草原游牧民族发生正式外交关系的罗斯王公，他曾与突厥部落佩切涅格人发生冲突，但隨就与之缔结了和平條约。
在941年和944年，由於連年戰爭的勝利導致伊戈尔野心膨脹，開始两次入侵拜占庭帝国。在941年的进攻中，他的船队被拜占庭的神秘武器希腊火所毁，而944年的远征结果僅僅是与東羅馬的皇帝签订了一份贸易条约，这个条约遠不如他和遊牧民族签订的条约那樣對基輔羅斯有利。
945年，伊戈尔在現代烏克蘭西部率领亲兵进行索贡巡行时，企图向當地的德列夫利安人征取双倍的贡赋，结果被忍无可忍的當地居民群毆杀死，這段在《俄羅斯编年史》中如實的呈現，俄羅斯史學家把他的死因归咎于對財富的过度贪婪。

## 家庭
- 妻子：奥尔加，约903年结婚
- 子女：

1. 格列布·伊戈列维奇
2. 弗拉季斯拉夫·伊戈列维奇
3. 斯维亚托斯拉夫·伊戈列维奇，基辅大公

## 備注
1. ↑  烏克蘭語：，羅馬化：Iskorosten
2. ↑  羅馬化：Igor' Ryurikovich